# St. Patrick's Cemetery
St. Patrick's Cemetery is een Britse militaire begraafplaats met gesneuvelden uit de Eerste Wereldoorlog, gelegen in de Franse gemeente Loos-en-Gohelle (Pas-de-Calais). De begraafplaats werd ontworpen door Herbert Baker en ligt 260 m ten westen van het centrum van Loos. Ze heeft een onregelmatig grondplan met een oppervlakte van 3.001 m² en is begrensd door een bakstenen muur (kant bebouwing) en aan de andere zijden (straatkant) door een haag. De toegang bestaat uit een poortgebouw met boogvormige ingang en een dubbel metalen hek. Het Cross of Sacrifice staat tegenover de toegang in een halfcirkelvormige uitstulping (apsis). De Stone of Remembrance staat in de rechterhelft van het terrein tussen perk I en II. De begraafplaats wordt onderhouden door de Commonwealth War Graves Commission.
Er worden 638 doden herdacht waarvan er 41 niet meer geïdentificeerd konden worden.

## Geschiedenis
De begraafplaats werd gestart door Franse en Britse troepen tijdens de Slag bij Loos (25 september 1915 – 8 oktober 1915). In 1916 werd ze fors uitgebreid door eenheden van de 16th (Irish) Division en werd verder gebruikt tot juni 1918. Na de wapenstilstand werden nog enkele graven afkomstig van de omliggende slagvelden aan toegevoegd. De moeilijke omstandigheden waaronder de slachtoffers begraven werden verklaart de onregelmatige ligging van de graven.
Er worden 570 Britten, 13 Canadezen, 54 Fransen en 1 Duitser herdacht. Voor 24 Britten werden Special Memorials opgericht omdat hun graven door later oorlogsgeweld vernietigd werden en niet meer gelokaliseerd konden worden.

## Graven

### Onderscheiden Militairen
- W.R. Morgan, onderluitenant bij de South Wales Borderers werd onderscheiden met het Military Cross (MC).
- Enoch Dalton, korporaal bij de Royal Engineers werd tweemaal onderscheiden met de Distinguished Conduct Medal (DCM and Bar).
- compagnie sergeant-majoor Edward Else; de sergeanten G.H. Tarrant, Alfred John Cardey, C.R. Field en S.A. Martin; de korporaals Charles Hubert Lill en W. Reilly en de soldaat Francis Edward Bydawell werden onderscheiden met de Military Medal (MM).

### Minderjarige militairen
- T. Wasley, soldaat bij het Gloucestershire Regiment was slechts 16 jaar toen hij op 28 april 1916 sneuvelde.
- schutter P.J. O'Neill (King's Royal Rifle Corps) en soldaat F.H. Stockwell (Gloucestershire Regiment) waren 17 jaar toen ze sneuvelden.